# HD12419
HD12419 є хімічно пекулярною зорею спектрального класу
A8 й має видиму зоряну величину в смузі V приблизно 10,7.